# 坂口卓
坂口 卓（さかぐち たかし、1962年〈昭和37年〉8月1日 - ）は、日本の労働・厚生労働官僚。

## 来歴
京都府京都市出身。洛星中学校・高等学校を経て、1985年（昭和60年）3月、大阪大学法学部を卒業。
1984年（昭和59年）10月、国家公務員採用上級試験（甲種・法律）に合格し、翌年4月、労働省に入省。
婦人局婦人福祉課課長補佐、職業安定局庶務課課長補佐、労働基準局賃金時間部労働時間課課長補佐、労働基準局監督課中央労働基準監察監督官、職業安定局雇用政策課長補佐、厚生労働省大臣官房総務課国会連絡室長、職業安定局業務指導課若年者雇用対策企画官、職業安定局総務課公共職業安定所運営企画室長、職業安定局需給調整事業課長、労働基準局安全衛生部計画課長、職業安定局雇用保険課長、厚生労働省大臣官房参事官（会計担当）、厚生労働省大臣官房総務課長などを歴任。途中大阪府、鹿児島県に出向し、鹿児島県商工労働部職業安定課長などを務めた。
労働省国会連絡室長在任時には、中央省庁再編により厚生労働省が発足し、引き続き厚生労働省国会連絡室長を務めたが、所掌事務の拡大によって浅学な内容も扱うこととなり、多少付け焼刃の勉強もしたものの、議員にスティーブンス・ジョンソン症候群に対する取り組みについて説明を求められた際に説明できるものを持ち合わせておらず、議員の質問事項を聴き取ることが精一杯だった。この経験について坂口は「厚生労働省となって、行政の扱う範囲が拡がり、国民に対する責任も大きくなった。行政分野が相互に関わり合い、その全てに渡って『当たり前』のように取り組むのは容易くない。しかし、国民生活の殆どを扱う行政の 、できる限り広い範囲のスペシャリストになるのは 、それだけにやりがいのある仕事だと思う」と述懐している。
2014年（平成26年）7月11日、職業安定局派遣・有期労働対策部長に就任。
2016年（平成28年）6月21日、厚生労働省大臣官房審議官（老健・障害保健福祉担当）に就任。
2017年（平成29年）7月11日、厚生労働省大臣官房総括審議官（国会担当）に就任。
2018年（平成30年）7月31日、労働基準局長に就任。
2020年（令和2年）8月7日、雇用環境・均等局長に就任。
2021年（令和3年）9月14日、厚生労働審議官に就任。
2022年（令和4年）6月28日、退職。

## 年譜
- 1985年（昭和60年）
  - 4月 - 労働省入省[1]
  - 4月 - 婦人局婦人政策課[1]
- 1986年（昭和61年）4月 - 大阪府労働部職業業務課[1]
- 1987年（昭和62年）4月 - 労働省労働基準局労災管理課[1]
- 1989年（平成元年）4月 - 労働省職業能力開発局技能振興課[1]
- 1991年（平成3年）4月 - 労働省職業安定局雇用保険課[1]
- 1992年（平成4年）4月 - 労働省大臣官房総務課[1]
- 1993年（平成5年）10月 - 労働省婦人局婦人福祉課課長補佐[1]
- 1994年（平成6年）4月 - 鹿児島県商工労働部職業安定課長[1]
- 1996年（平成8年）
  - 1月 - 労働省職業安定局庶務課課長補佐[1]
  - 4月 - 労働省労働基準局賃金時間部労働時間課課長補佐[1]
- 1998年（平成10年）7月 - 労働省労働基準局監督課中央労働基準監察監督官[1]
- 1999年（平成11年）8月 - 労働省職業安定局雇用政策課課長補佐[1]
- 2000年（平成12年）7月 - 労働省大臣官房総務課国会連絡室長[1]
- 2001年（平成13年）1月 - 厚生労働省大臣官房総務課国会連絡室長[1]
- 2002年（平成14年）8月 - 厚生労働省職業安定局業務指導課若年者雇用対策企画官（併）職業安定局高齢・障害者雇用対策部企画課[1]
- 2004年（平成16年）
  - 4月 - 厚生労働省職業安定局総務課公共職業安定所運営企画室長[1]
  - 7月 - 厚生労働省職業安定局需給調整事業課長[1]
- 2007年（平成19年）8月 - 厚生労働省労働基準局安全衛生部計画課長[1]
- 2008年（平成20年）7月 - 厚生労働省職業安定局雇用保険課長[1]
- 2011年（平成23年）8月 - 厚生労働省大臣官房参事官（会計担当）[1]
- 2012年（平成24年）9月 - 厚生労働省大臣官房総務課長[1]
- 2014年（平成26年）7月 - 厚生労働省職業安定局派遣・有期労働対策部長[9]
- 2016年（平成28年）6月 - 厚生労働省大臣官房審議官（老健、障害保健福祉担当）（併）医政局・保険局[1][10]
- 2017年（平成29年）7月 - 厚生労働省大臣官房総括審議官（国会担当）[7]
- 2018年（平成30年）7月 - 厚生労働省労働基準局長[6]
- 2020年（令和2年）8月 - 厚生労働省雇用環境・均等局長[5]
- 2021年（令和3年）9月 - 厚生労働審議官[3]
- 2022年（令和4年）6月 - 退職[4]